# 아이리시 인디펜던트

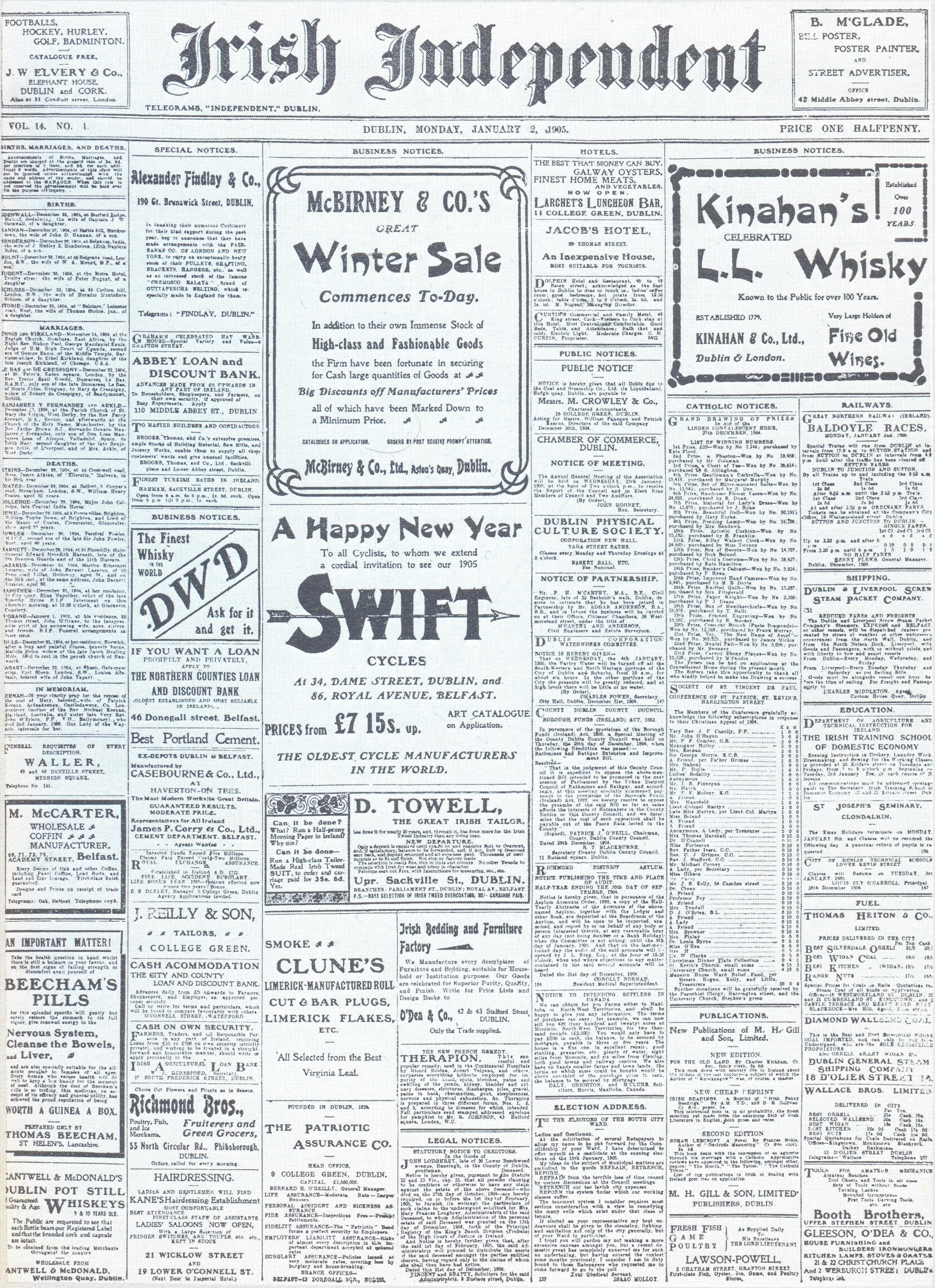

아이리시 인디펜던트(Irish Independent)는 인디펜던트 뉴스 & 미디어가 발행하는 아일랜드의 신문이다.